# نادي يورغوردينس
نادي ديورجاردن (بالإنجليزية: Djurgårdens IF Fotboll) هو نادي كرة قدم في السويد تأسس في 12 مارس 1891 يقع في جوهانيشوف. يلعب في الدوري السويدي الممتاز. يدربه بير أولسون.

## التاريخ
قام نادي يورغوردينس بتحقيق انجازة الكبير عام 1902 عندما فاز الفريق بالمركز الثاني في النهائيات في مسابقات روسينكا باقلين.